# La Quina

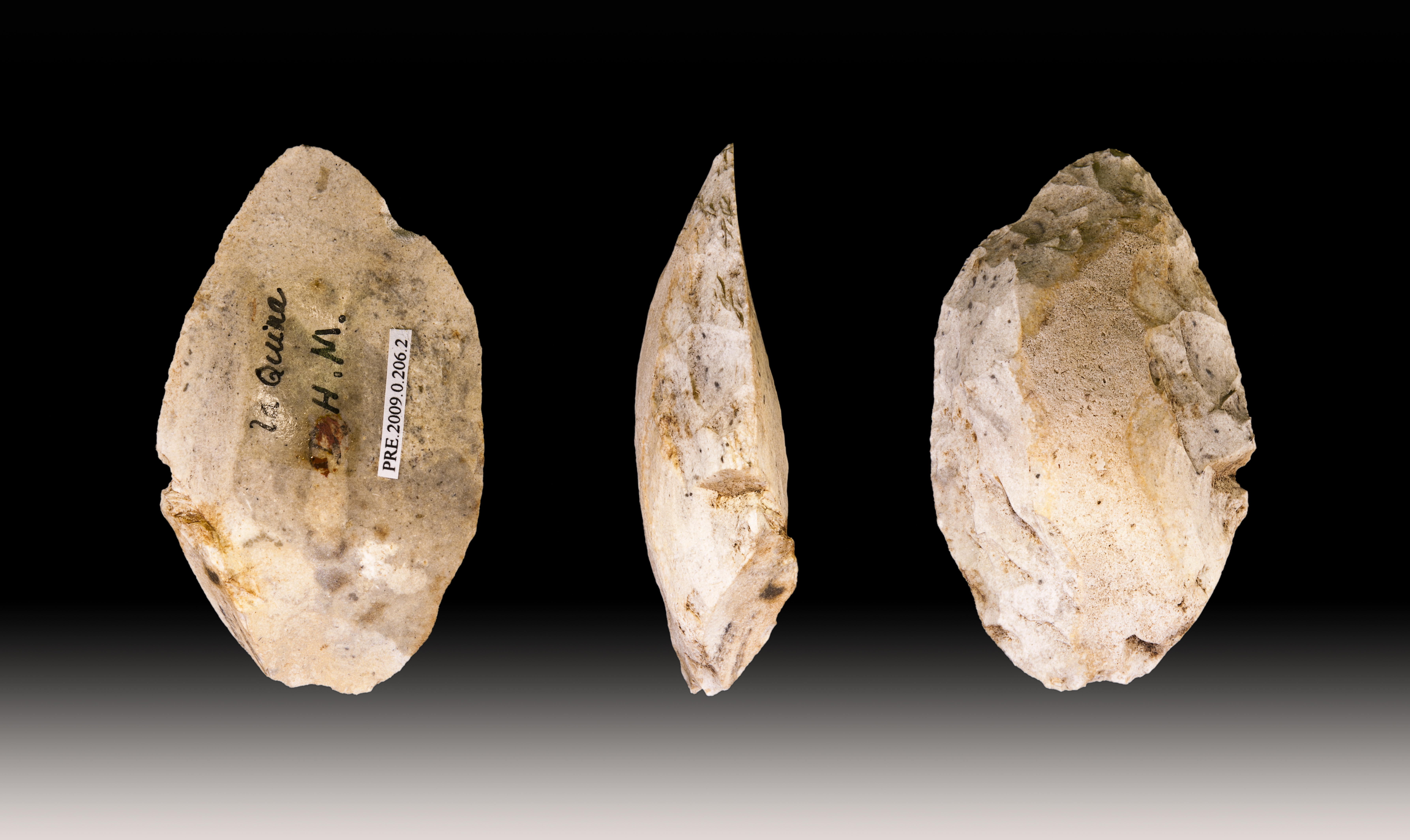
Narzędzia kamienne znalezione na stanowisku

La Quina – jaskiniowe stanowisko archeologiczne położone na terenie departamentu Charente we Francji. Od 1984 roku posiada status monument historique, w kategorii classé (zabytek o znaczeniu krajowym).
Warstwy stratygraficzne zawierają poziomy związane z okresem środkowego (kultura mustierska) i górnego paleolitu (kultura oryniacka). Od stanowiska wywodzi się nazwa lokalnego wariantu kultury mustierskiej, charakteryzującego się zgrzebłami o stromych retuszach. W górnych warstwach stratygraficznych znaleziono datowane na ok. 65 tys. lat temu szczątki neandertalczyków, należące do 27 różnych osobników, m.in. czaszkę dziecka oraz żuchwę i częściowo zachowany szkielet dorosłego.